# Oniferi
Oniferi település Olaszországban, Szardínia régióban, Nuoro megyében. Lakosainak száma 859 fő (2023. január 1.). Oniferi Bono, Orotelli, Benetutti és Orani községekkel határos.

## Népesség
A település lakossága az elmúlt években az alábbi módon változott:

| 2018 | 898 |
| 2023 | 859 |